# Malvern Link
Malvern Link – osada w Anglii, w Worcestershire. Leży 10,8 km od miasta Worcester i 168,1 km od Londynu. W 1951 roku civil parish liczyła 7950 mieszkańców.